# Prosopocoilus laterotarsus laterotarsus
Prosopocoilus laterotarsus laterotarsus es una subespecie de coleóptero de la familia Lucanidae.

## Distribución geográfica
Habita en Assam y Tailandia.